# Jan van Nieuwenhove zoon van Michiel
Jan van Nieuwenhove (ca. 1450 – 29 februari 1488) was een edelman en raadgever van Maximiliaan van Oostenrijk in Brugge.

## Levensloop

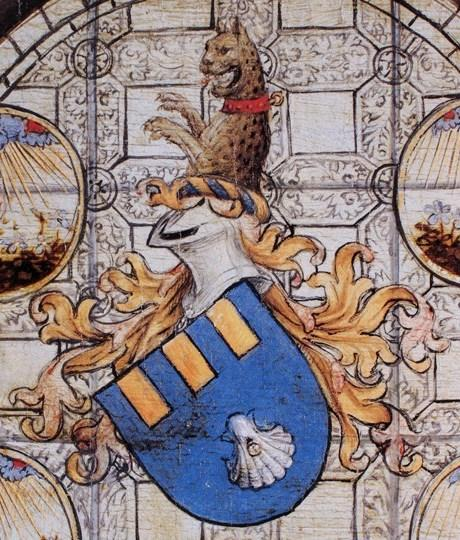
Wapenschild van de familie van Nieuwenhove

Jan van Nieuwenhove, niet te verwarren met Jan van Nieuwenhove zoon van Nicolaas, was een zoon van Michiel van Nieuwenhove (†1474) en Catharina van Belle. Michiel was in het Brugse stadsbestuur raadslid, thesaurier, hoofdman en schepen.
In 1479 nam Jan deel aan de Slag bij Guinegate tegen de Fransen en werd bij die gelegenheid door Maximiliaan tot ridder geslagen. Hij werd raadgever van Maximiliaan, die hem benoemde tot watergraaf van Vlaanderen (1480-1482 en 1485-1488). Hij speelde ook een rol in het Brugse stadsbestuur tijdens de woelige jaren na de dood van Maria van Bourgondië en de strijd tegen Maximiliaan. Welke functies hij in die periode precies uitoefende, is niet in alle gevallen met zekerheid te achterhalen, aangezien de verschillende Jan van Nieuwenhoves niet altijd uit elkaar te houden zijn. Hij was alvast raadslid in 1476 en 1482, en thesaurier in 1486. Hij was het waarschijnlijk die in 1487-1488 burgemeester was van de raadsleden.
Hij werd lid van de Edele Confrérie van het Heilig Bloed in 1474 en proost in 1485.
Begin 1488 (toen Maximiliaan door de Bruggelingen was gevangengenomen) werd Jan van Nieuwenhove gearresteerd onder beschuldiging dat hij de belangen van de stad verraden had om die van Maximiliaan te dienen. Hij ontkende, maar werd gefolterd en uiteindelijk, zoals zijn schoonbroer Pieter Lanchals en andere, ter dood veroordeeld en terechtgesteld. Hij werd begraven in de Onze-Lieve-Vrouwekerk.
Er bestaat een meningsverschil over de datum van terechtstelling. De meest waarschijnlijke is 29 februari 1488, terwijl nochtans verschillende auteurs het houden bij 29 november 1488. Een verkeerde lezing van het grafschrift, waar II als elf gelezen werd in plaats van twee, is hiervan wellicht de oorzaak. Het meest logische nochtans is dat hij, zoals anderen, werd terechtgesteld tijdens de revolutionaire periode, waarbij onder de ogen van de gevangen Maximiliaan, verschillende van zijn vertrouwelingen werden gefolterd en gedood. 

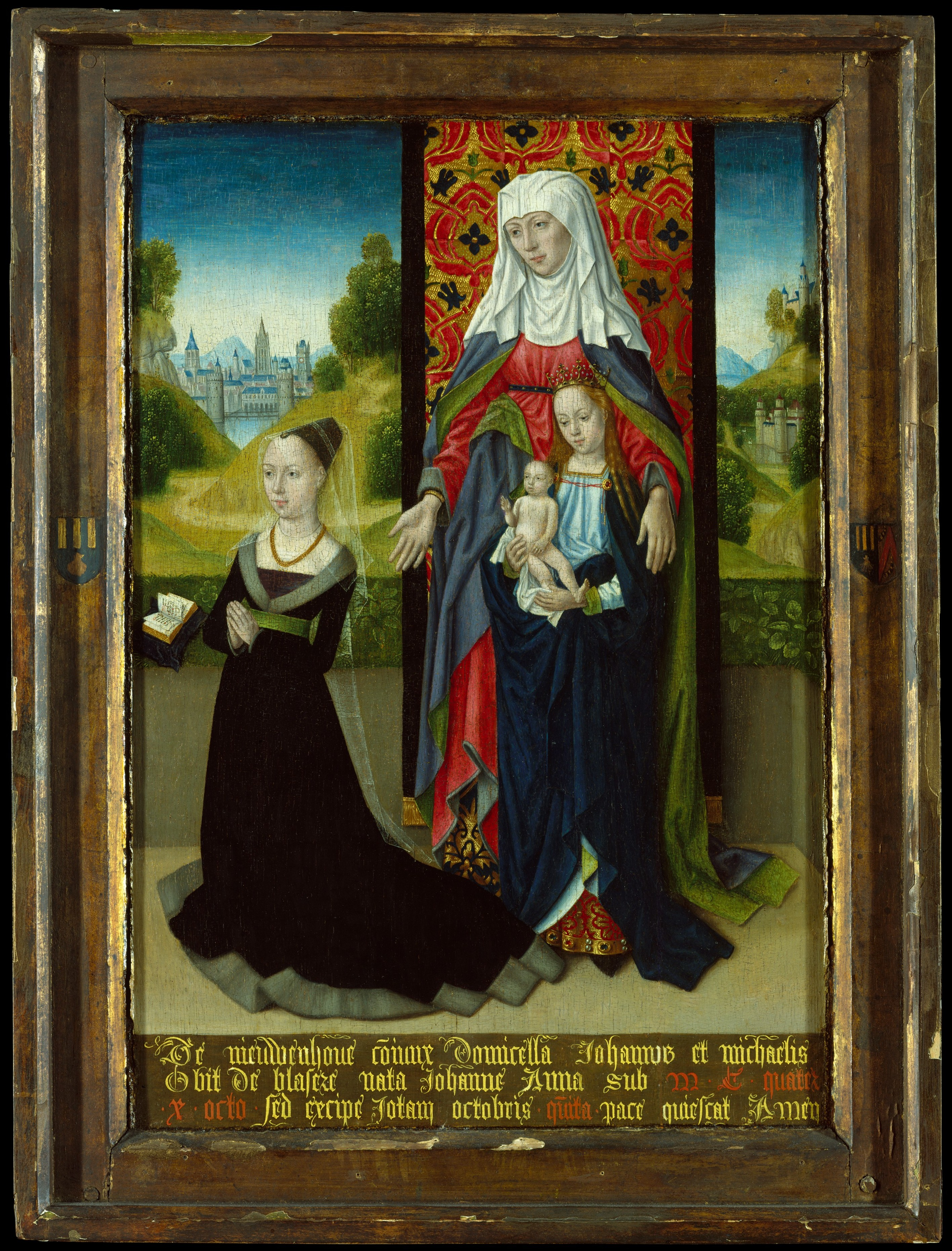
Portret van Anna van Nieuwenhove, geboren De Blasere, met haar patroonheilige

Hij was getrouwd met Anna de Blasere en trad in tweede huwelijk met Adriana van Schellacht. Hij was een broer van Maarten van Nieuwenhove (1463-1500), bekend dankzij het beroemde tweeluik door Hans Memling. Zijn zus Catharina van Nieuwenhove, was de eerste vrouw van Pieter Lanchals. Zijn zus Adrienne van Nieuwenhove, was de eerste vrouw van Michiel van Themseke.

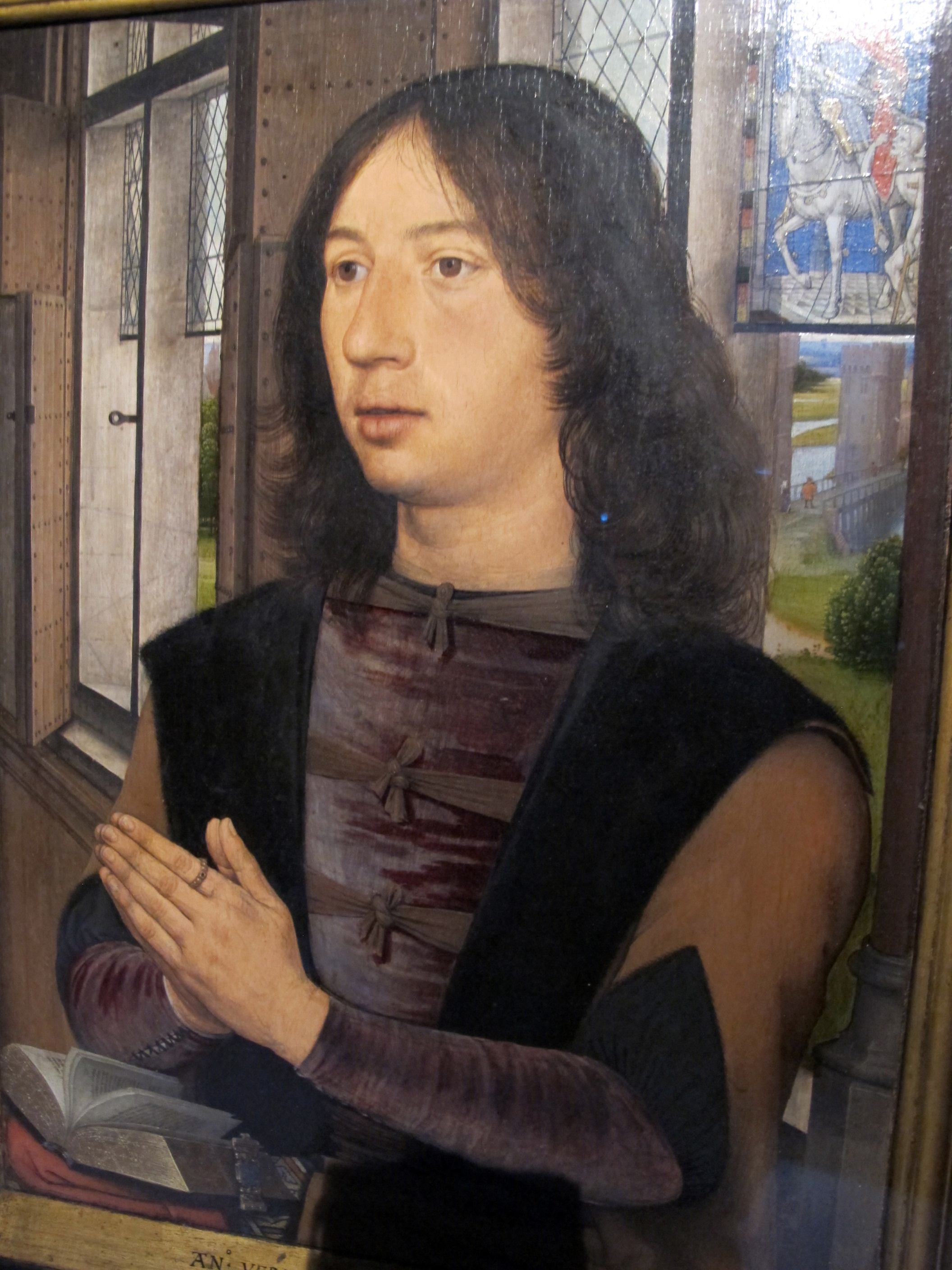
Beroemd portret van Maarten van Nieuwenhove, broer van Jan, door Hans Memling

## Bron
- Stadsarchief Brugge, Lijst van de Wetsvernieuwingen van 1358 tot 1794.